# طوطی طوق‌صورتی

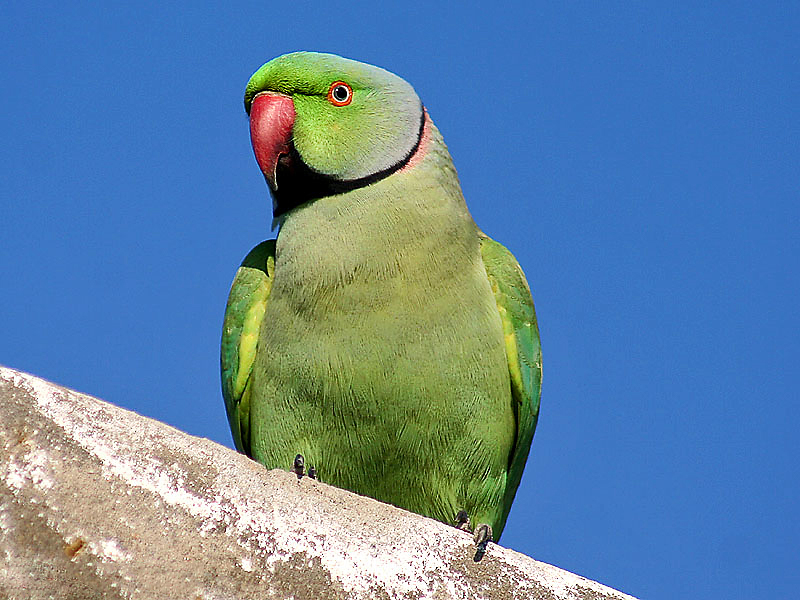
Male at Hodal, هاریانا، هند.

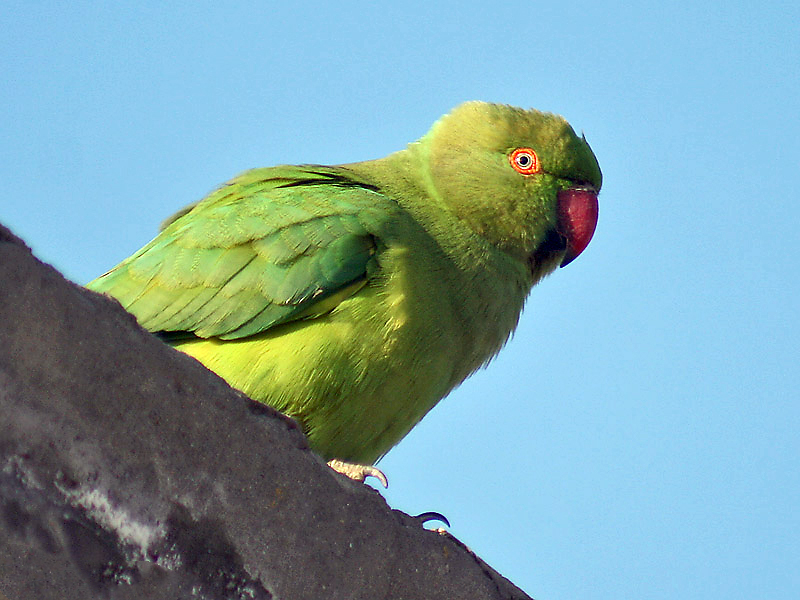
Female at Hodal, هاریانا

طوطی طوق‌صورتی یا ملنگو (نام علمی: Psittacula krameri) پرنده‌ای از خانواده طوطیان سبز است. این طوطی را در زبان انگلیسی «طوطی کوچک اسکندر»، «پاراکیت گردن‌حلقه‌ای» و «پاراکیت گردن‌حلقه‌ای صورتی» و در زبان ترکی استانبولی «یشیل پاپاعان» و در زبان آلمانی «هالس باند زتیچ» و در زبان فرانسوی «پروچ کوللر» و در زبان عربی «ببغاء الدره المطوق» گویند. این طوطی نیز طرفداران بسیاری دارد و از لحاظ جثه و اندازه کمی کوچک‌تر از شاه طوطی است و برخلاف شاه طوطی، فاقد لکه سرخ روی لبه بال است.
جنس نر=تقریبا کمی بزرگ‌تر از ماده می‌باشد و زیر گردن ان بعد از بالغ شدن رنگ مشکی و پشت گردن رنگ صورتی می‌شود.
جنس ماده=کوچک‌تر از نرها بوده و به‌صورت ساده و پرهای به هم ریخته‌ای دارد.
طول طوطی ملنگو به مراتب از شاه طوطی کوچک‌تر بوده و اندازه بدن آن با احتساب دم در حدود ۴۰ سانتی‌متر و طول بال‌ها تقریباً ۱۵تا۵/۱۷ سانتی‌متر می‌باشد.
این طوطی دارای چهار زیرگونه است که دو زیرگونه آسیایی و دو زیرگونه آفریقایی هستند که هر دو زیرگونه آسیایی کمی درشت تر از زیرگونه‌های آفریقایی هستند. در زیر گونه‌های آفریقایی، پرنده بالغ بدنی کشیده و دمی بلندتر داشته و منقار بالایی آن سرخ تیره می‌باشد. در زیرگونه‌های آسیایی، پرنده بالغ جثه ای بزرگ‌تر داشته و منقار بالایی آن سرخ روشن است و منقار آن کمی بزرگ‌تر از زیرگونه‌های آفریقایی است. طول گردن و فاصله آن از سر در طوطی ملنگوی آفریقایی بیشتر از طوطی ملنگوی هندی است. طوطی ملنگوی هندی راحت‌تر از طوطی ملنگوی آفریقایی اهلی میشود  و استعداد بیشتری برای تقلید صدا دارد. طوطی ملنگو در شبه قاره هند، نپال، افغانستان، سریلانکا، پاکستان و بنگلادش دیده می‌شود. پرورش این طوطی امروزه علاوه بر ایران در عربستان سعودی، امارات عربی متحده و سلطان نشین عمان و همچنین هُنگ کنگ، سنگاپور و ایالات متحده آمریکا رایج و متداول است. این پرنده همچنین در کشور مصر پرورش داده می‌شود و گله‌هایی از این پرندگان در اطراف دانشگاه قاهره و پارک اورامان که دارای درختان بلند زیادی است دیده می‌شود. در طوطی ملنگو گاهی رنگ‌هایی به جز رنگ معمول سبز هم دیده شده به عنوان مثال طوطی ملنگو آبی رنگ که به واسطه جهش پدید آمده و فاقد طوق گردن می‌باشد. طول عمر ملنگو به‌طور معمول ۲۰ تا ۳۰ سال در شرایط اسارت می‌باشد البته در مواردی عمر تا ۵۰ سال نیز گزارش شده‌است.

## زیر گونه‌ها
آفریقایی
1. طوطی ملنگوی آفریقایی
2. طوطی ملنگوی آبسینیان

آسیایی
۳. طوطی ملنگوی هندی
۴. طوطی ملنگوی بورآل

## بوم‌شناسی و رفتار

### رژیم غذایی
جوجه‌های طوطی ملنگو در حیات وحش، در سوراخ درختان رشد کرده و به زندگی ادامه می‌دهند، خوراک طوطی‌های ملنگو شامل لیست متنوعی از انواع جوانه‌ها، میوه‌ها، سبزیجات، فندقی (میوه)، انواع توت‌ها، و بذر است، گلهٔ وحشی این نوع طوطی‌ها نیز گاهی با پرواز چندین مایل دورتر از قلمرو خودشان به علوفهٔ مزارع و باغ‌ها هجوم می‌برند و باعث آسیب‌های گسترده می‌گردند
طوطی‌های کوچکتر گاهی از برگ‌های تازهٔ گل رز هم تغذیه می‌کنند، در هند، معمولاً غذای اصلی آن‌ها را دانهٔ غلات تشکیل می‌دهد و در طول زمستان این طوطی‌ها از نخود کفتری تغذیه می‌کنند. در کشور مصر و در طول بهار، تغذیه این پرندگان از انواع توت تشکیل می‌شود و در طول تابستان به تغذیهٔ از میوهٔ درخت نخل یعنی خرما هم می‌پردازند، گاهی به مزارع آفتابگردان و ذرت رفته و از دانهٔ این نوع گیاهان هم استفاده می‌کنند
غذای این پرنده در اسارت شامل انواع زیادی از مواد غذایی می‌باشد که مهم‌ترین آن‌ها عبارت هستند از  : تعدادی از میوه‌ها، سبزیجات، دانه‌های مغذی، و مقادیر بسیار اندکی از گوشت پخته برای تأمین پروتئین مورد نیازش، این در حالی است که از مصرف موادی همچون روغن، نمک، شکلات، الکل و غذاهای دارای مواد نگهدارنده برای تغذیه این پرنده باید اجتناب نمود

## تعیین جنسیت
تعیین جنس طوطی ملنگو پیش از بلوغ کاری بسیار سخت و دشوار است. اما پس از بلوغ می‌توان به راحتی طوطی ملنگوی نر و ماده را از روی مشخصات ظاهری تشخیص داد. طوطی ملنگوی نر دارای طوقی به رنگ مشکی بر روی گردن است که این طوق از زیر منقار آغاز شده و به سوی پس سر پرنده ادامه می‌یابد. در زیر طوق مشکی مذکور در پس سر طوق دیگری به رنگ سرخ نیز قرار دارد. طوطی ملنگوی ماده فاقد طوق مذکور می‌باشد و از لحاظ رفتاری، رفتاری آرام‌تر از طوطی ملنگوی نر می‌باشد. این نژاد طوطی از سن ۳ سالگی قادر به تولید مثل می‌باشد.

## در ایران و شهر تهران
طوطی ملنگو در ایران به صورت پراکنده و در نواحی گرمسیر دیده می‌شوند. بیشتر جمعیت ملنگوها در جزیره کیش و جزیره قشم که بومی هستند تشکیل می‌دهند. در جنگل‌ها و نقاط شهری در بعضی از پارک‌های تهران و مشهد در گروه‌های کوچک دیده می‌شوند که جزو پرندگان از قفس گریخته محسوب می‌شوند که با محیط سازگاری پیدا کرده‌اند. این طوطی به همراه شاه طوطی تنها طوطی‌های وحشی شناخته شده در ایران هستند. در گذشته‌ای نه چندان دور این طوطی‌ها مثل گنجشک و کبوتر در تهران قدیم فراوان بودند و با تخریب زیستگاه‌ها مانند باغ‌های قدیمی و قطع درختان چنار تعداد آن‌ها کاهش پیدا کرده‌است.
در شهر تهران جمعیت کمی از طوطی‌های ملنگو و شاه‌طوطی وجود دارد که بومی این شهر می‌باشد و در محدوده پارک شهر، مجموعه سعدآباد، نیاوران، پارک سرخه حصار، پارک چیتگر و پارک لویزان به صورت پراکنده یافت می‌گردد. با توجه به آلودگی هوا در شهر تهران و اینکه زیستگاه اصلی این پرندگان اصولاً ایران و شهر تهران نیست، ذهن برخی از زیست‌شناسان به این پرسش معطوف می‌گردد که چگونه این پرندگان در شهر تهران زندگی می‌نمایند. برخی آنها را نتیجه جفت‌گیری از طوطی‌های فراری از قفس می‌دانند و برخی آنها نتیجه جفت‌گیری طوطی‌های وارداتی مجموعه کاخ نیاوران و سعدآباد متعلق به محمدرضا پهلوی می‌دانند که هنوز این پرسش در هاله‌ای از ابهام قرار دارد.

## نگارخانه

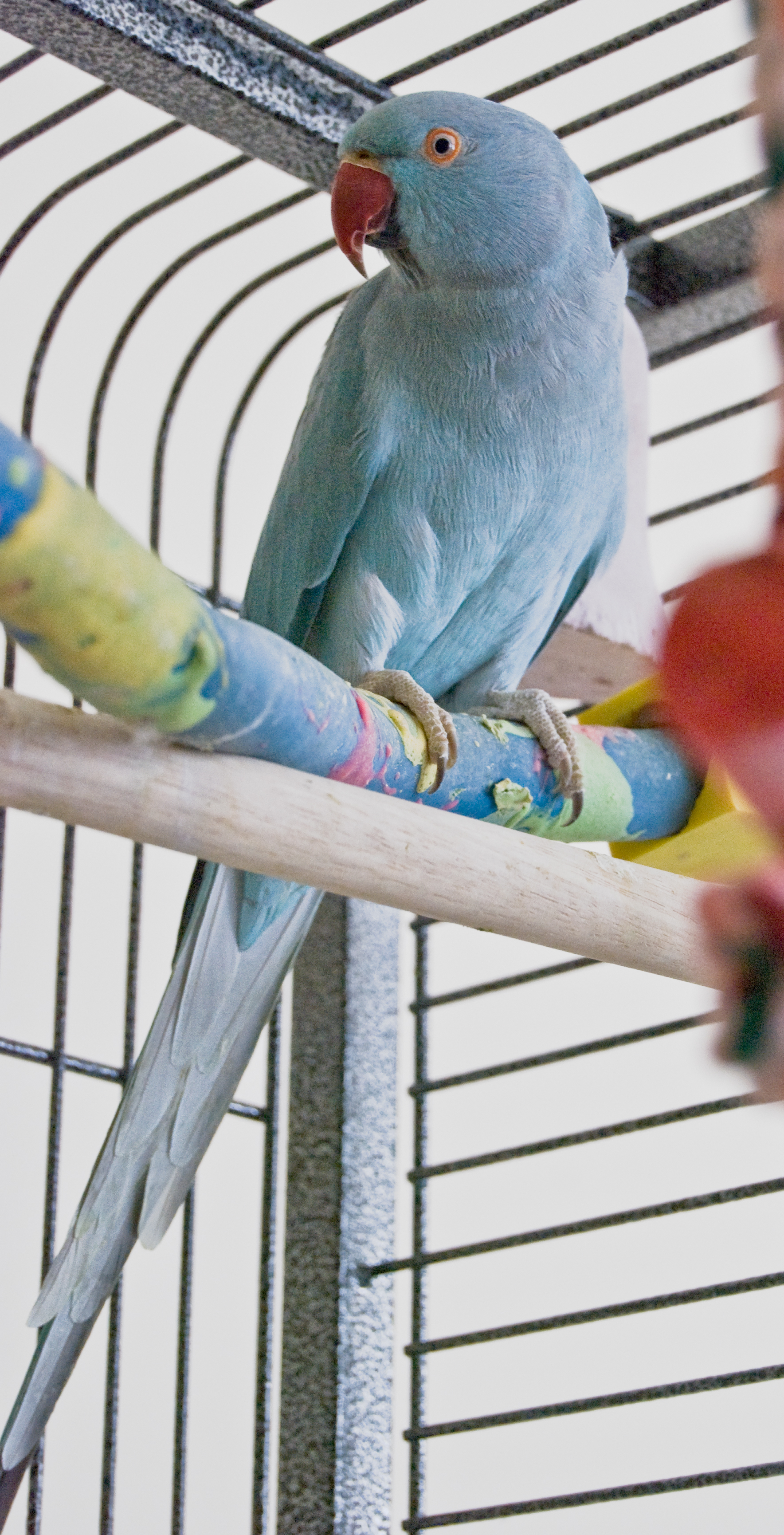
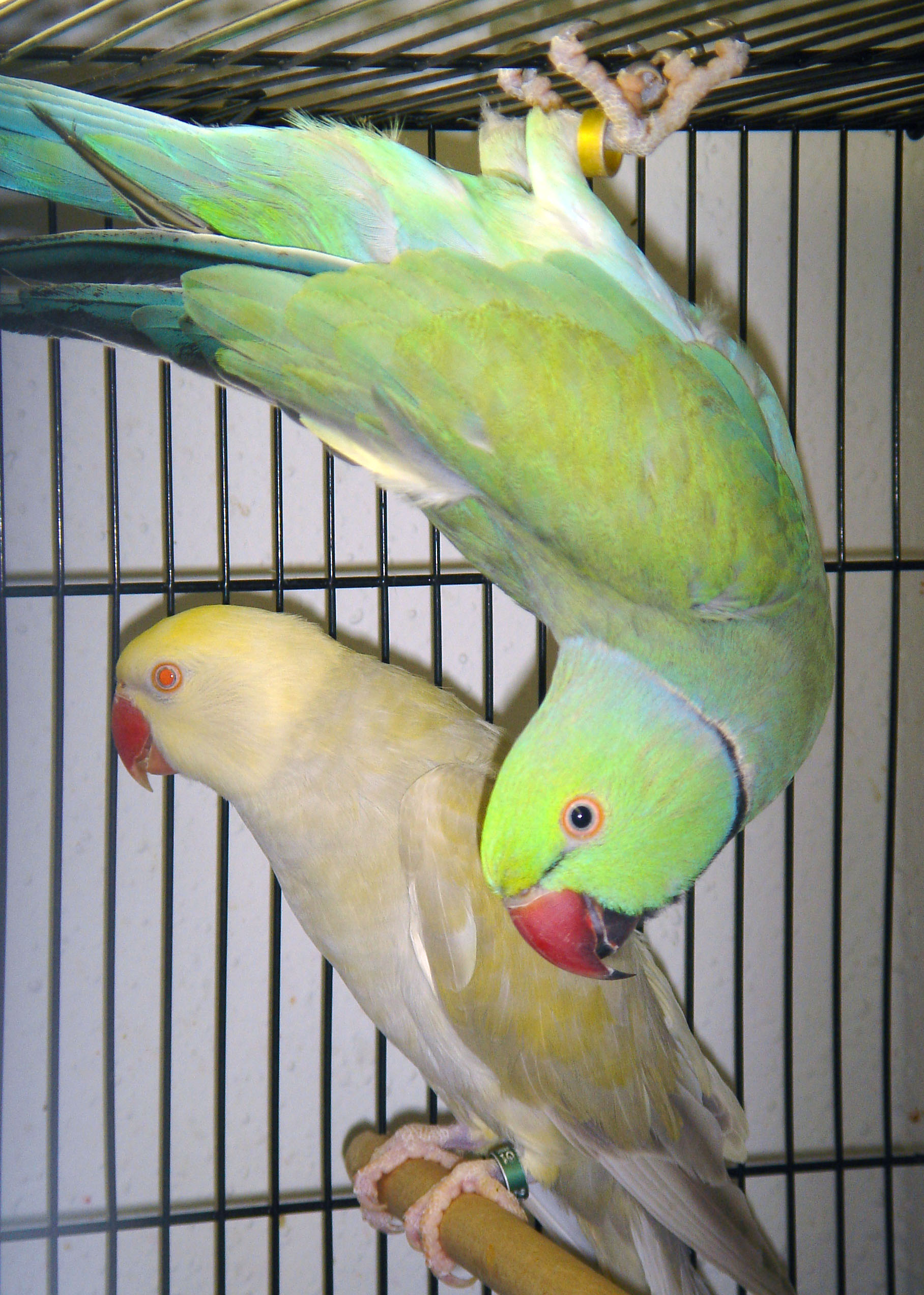
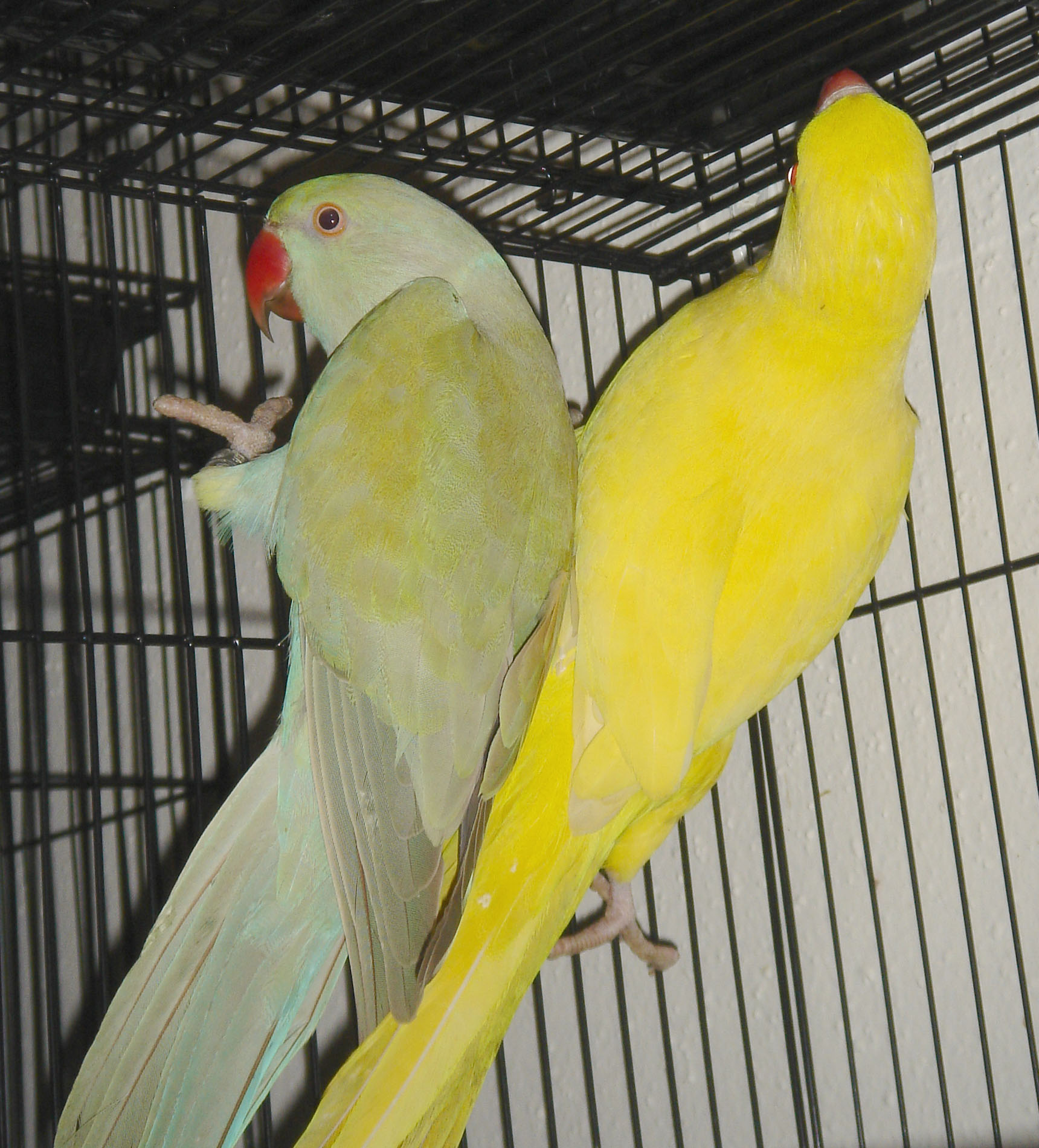
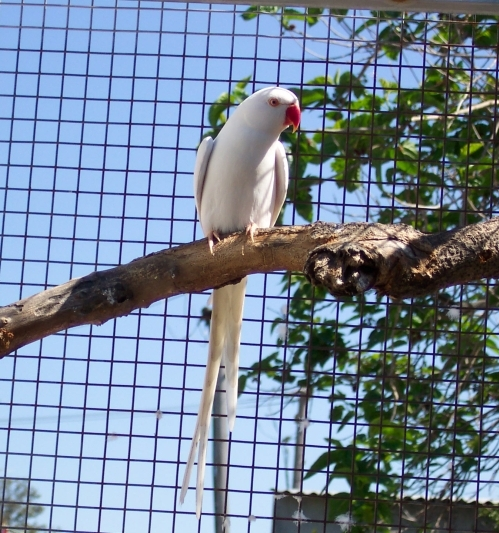
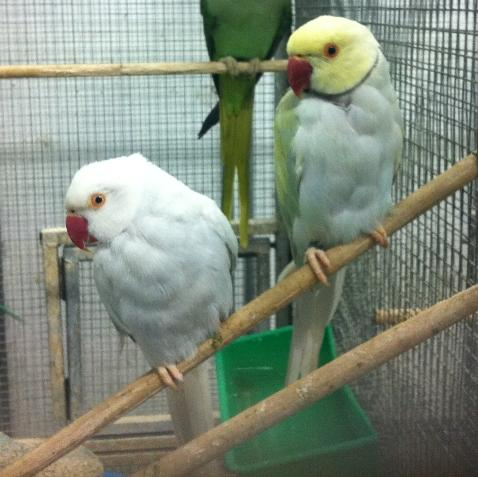
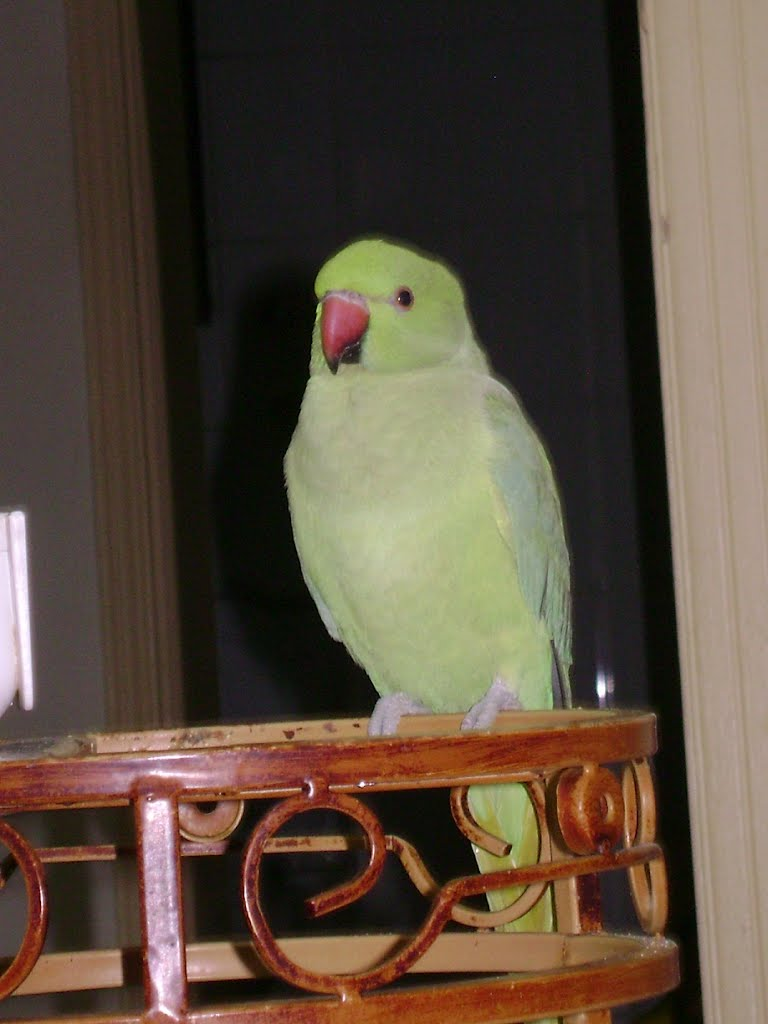
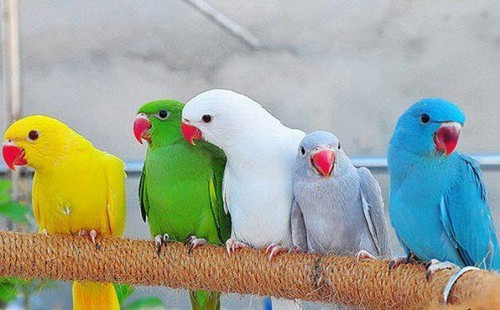
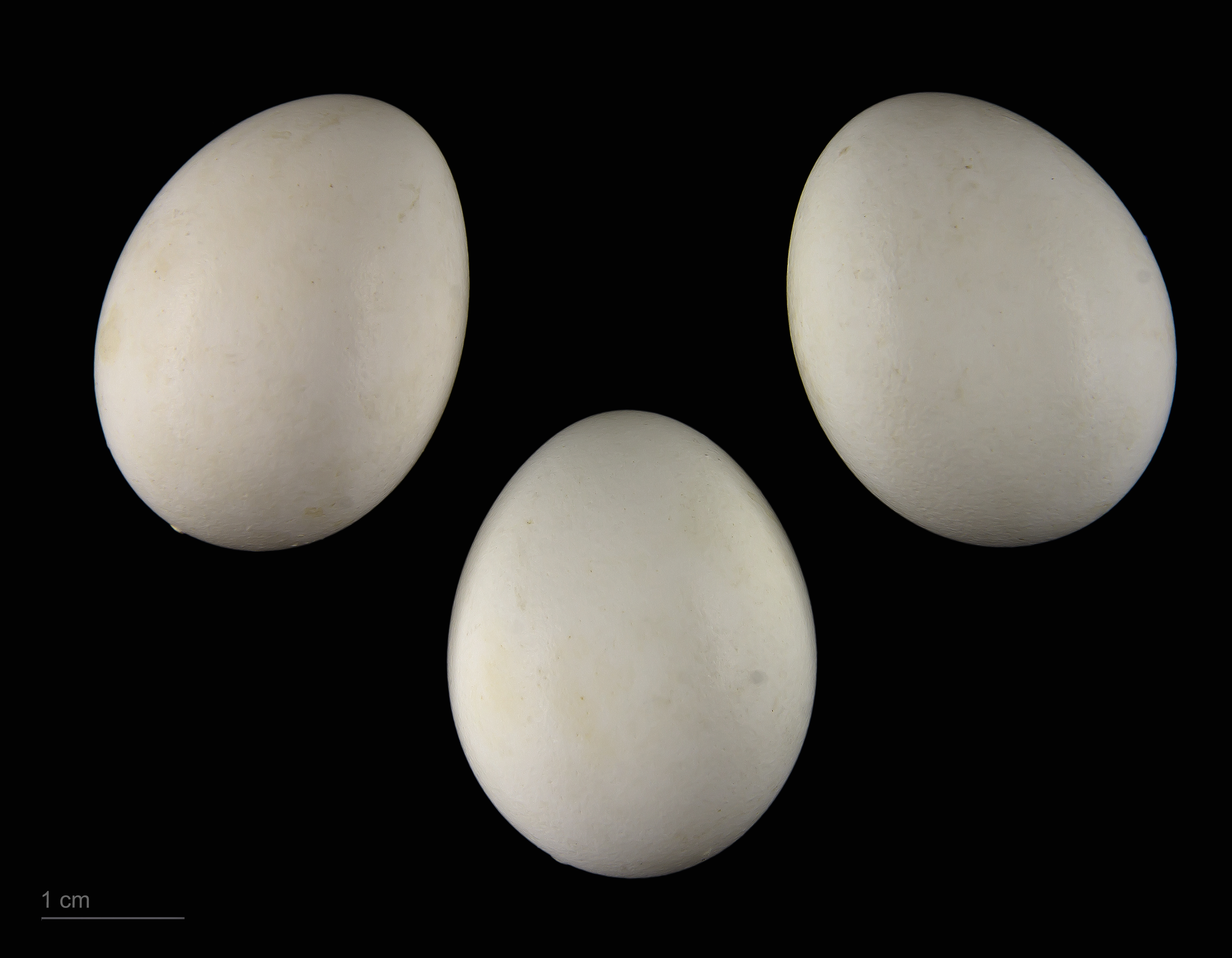
Museum specimen